# Forcipomyia crinita
Forcipomyia crinita är en tvåvingeart som beskrevs av Saunders 1964. Forcipomyia crinita ingår i släktet Forcipomyia och familjen svidknott. Inga underarter finns listade i Catalogue of Life.